# Claremont (Nou Hampshire)
Claremont és l'única ciutat del Comtat de Sullivan (Nou Hampshire) dels Estats Units d'Amèrica. Limita a l'oest amb l'estat de Vermont.

## Demografia
Segons el cens del 2007 Claremont tenia 13.097 habitants. Segons el cens del 2000 tenia 13.151 habitants, 5.685 habitatges, i 3.428 famílies. La densitat de població era de 117,8 habitants per km².
Per edats la població es repartia de la següent manera: un 23,3% tenia menys de 18 anys, un 7,8% entre 18 i 24, un 28,5% entre 25 i 44, un 23,5% de 45 a 60 i un 16,9% 65 anys o més.
L'edat mediana era de 39 anys. Per cada 100 dones de 18 o més anys hi havia 89,4 homes.
La renda mediana per habitatge era de 34.949$ i la renda mediana per família de 42.849$. Els homes tenien una renda mediana de 30.782$ mentre que les dones 22.078$. La renda per capita de la població era de 20.267$. Entorn del 5,4% de les famílies i el 10% de la població estaven per davall del llindar de pobresa.

## Poblacions properes
El següent diagrama mostra les poblacions més properes.